# Armidia lohsei
Armidia lohsei es una especie de coleóptero de la familia Cantharidae.

## Distribución geográfica
Habita en la España peninsular.